# Silvia (Schiff, 1901)
Die Silvia der Hamburg-Amerikanischen Packetfahrt-Actien-Gesellschaft (Hapag) war ein von der Flensburger Schiffbau-Gesellschaft gebautes Schiff, das als Truppentransport-  oder Auswandererschiff eingesetzt werden sollte. Ihr Schwesterschiff Sithonia wurde als reiner Frachter fertiggestellt. Zusammen mit den von Blohm & Voss ebenfalls 1901 fertiggestellten Frachtern Segovia und C. Ferdinand Laeisz waren sie die ersten Schiffe der Hapag, die eine reine  Ölfeuerung erprobten. Allerdings erfolgte schon ab 1903 der Rückbau der Schiffe auf Kohlenfeuerung.
Am 26. Januar 1906 lief die Silvia nach dem Auslaufen mit einem russischen Truppentransport aus Wladiwostok auf eine Treibmine. Nur mit Mühe konnte das Schiff wieder in den Hafen gebracht werden.
Das Schiff sollte 1914 das Kreuzergeschwader mit Kohlen versorgen. Durch dessen Untergang verblieb es in Montevideo und wurde 1917 von Uruguay beschlagnahmt.
Umbenannt in Rivera, wurde das Schiff weitere 20 Jahre als Frachtschiff eingesetzt und 1938 in Danzig abgebrochen.

## Im Dienst der Hapag
Das am 21. März 1901 in Flensburg vom Stapel gelaufene Schiff wurde von der Hapag am 25. Mai 1901 übernommen. Es war das erste Passagierschiff der Hapag mit einer Ölfeuerung. Die Silvia, ihr als reiner Frachter fertiggestelltes Schwesterschiff Sithonia und die von Blohm & Voss gebauten Frachter Segovia und C. Ferdinand Laeisz hatten als erste Schiffe der Hapag eine Ölfeuerung erhalten, die den schweren Dienst der Heizer und Kohlenzieher reduzieren sollte. Technisch bewährte sich der Versuch, allerdings erfolgte schon ab 1903 der Rückbau der Schiffe auf Kohlenfeuerung, da die Kosten für Heizöl der Reederei zu hoch waren. Dies obwohl der Ölbedarf der beiden Flensburger Schwestern durch das verwandte System sich als relativ gering gezeigt hatte. Die Silvia trat dann ihre Jungfernreise als Auswandererschiff auf der Nordatlantikroute nach New York an. Neben Einsätzen auf dem Nordatlantik erfolgten auch Fahrten nach Südamerika.

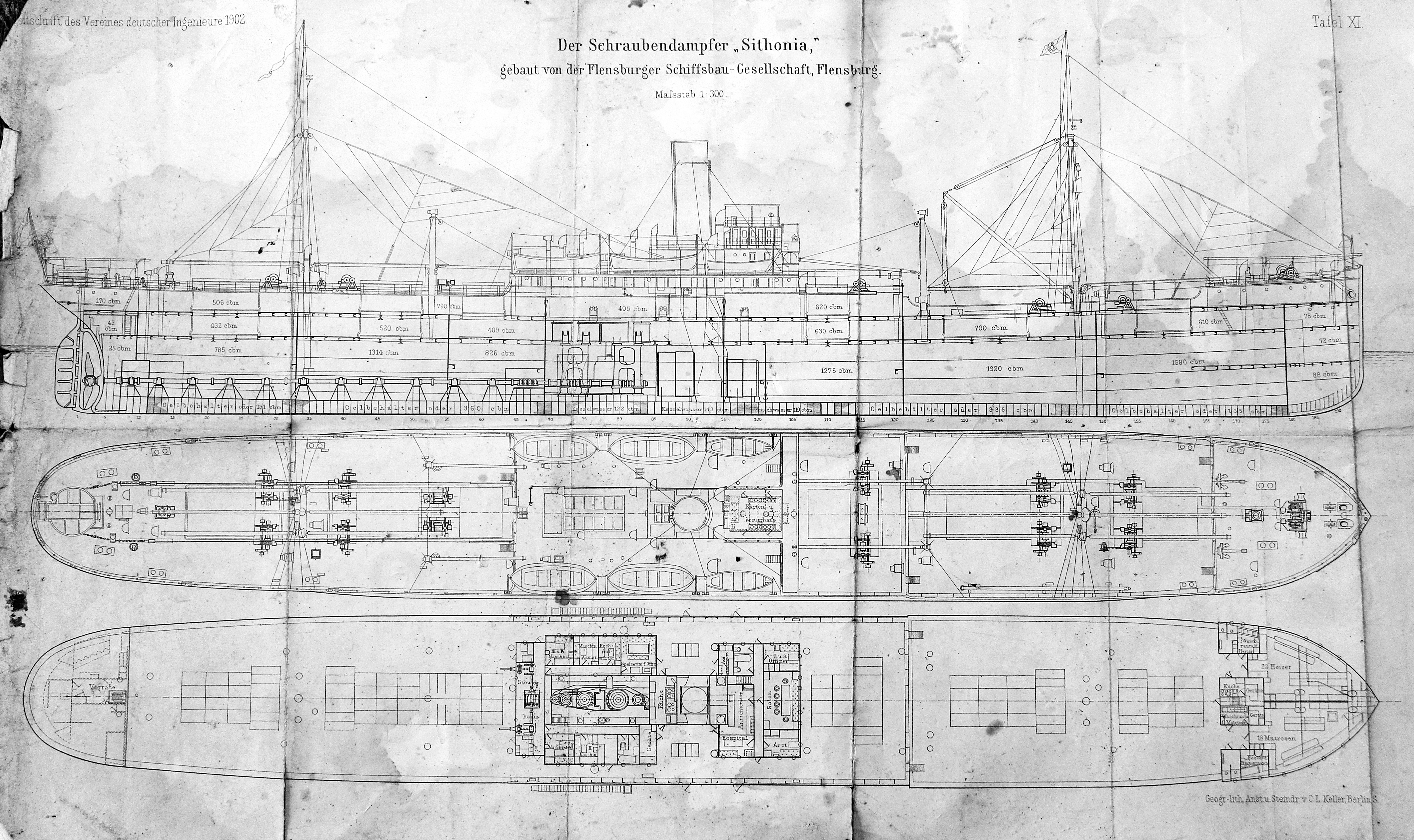
Generalplan des Schwesterschiffs Sithonia

1902 wurde die Silvia erstmals als Truppentransporter mit einem Ablösungstransport für die in Ostasien eingesetzten Streitkräfte eingesetzt, als sie am 7. März aus Wilhelmshaven mit dem Ersatz für die Garnison im Schutzgebiet Kiautschou auslief. Nach Aufenthalt vom 20. bis 29. Mai in Tsingtau kehrte sie am 15. Juni 1902 mit den abgelösten Truppen wieder nach Wilhelmshaven zurück. In den Jahren 1903 (11. März bis 20. Juni) und 1904 (3. März bis 15. Juni) wiederholte sie diese sogenannten Garnisonstransporte. Daneben führten andere Schiffe noch den zweiten jährlichen Transport durch, um etwa die Hälfte der Besatzungen des Kreuzergeschwaders zu ersetzen.
Auf den Einsatz der Silvia als Ablösungstransporter nach Ostasien erfolgte 1904 noch ein Einsatz als Truppentransporter nach Südwestafrika wegen des Aufstandes der Herero und Nama, zu dem das Schiff am 20. August 1904 Hamburg verließ.

### Der Minentreffer vor Wladiwostok
1905 wurde das Schiff an Russland verchartert. Am 26. Januar 1906 lief die Silvia aus Wladiwostok mit 19 Passagieren und einem russischen Truppentransport von 37 Offizieren und 2027 Mann aus. Nahe der Insel Askold stieß sie schon kurz nach der Abfahrt auf eine Treibmine, die ein großes Loch in den Rumpf riss. Da durch die Explosion ein Lukendeckel hochflog, kam es zu ersten Opfern, als dabei auch Soldaten ins Meer geschleudert wurden. Panische Soldaten versuchten, Boote zu Wasser zu lassen, wobei weitere Opfer zu beklagen waren. Nur mühsam gelang es den russischen Offizieren, Disziplin wiederherzustellen. Die Silvia lief mit geschlossenen Schotten wieder nach Wladiwostok zurück, nur Raum 3 war voller Wasser. Die vorn immer tiefer sinkende Silvia blieb kurz vor dem Hafen im Eis hängen, was etliche Soldaten erneut zur Flucht nutzten.
Eisbrecher kamen dem havarierten Schiff zur Hilfe, aber bald kam das Schiff erneut nicht weiter. Alle Soldaten wurden auf das feste Eis beordert und das Schiff an einer flachen Stelle der Bucht auf Grund gelegt.

## Weiterer Dienst und Verbleib derSilvia
Nach erfolgter Reparatur wurde die Silvia 1908 erneut als Truppentransporter des Ablösungstransports für die  Garnison des Schutzgebiets Kiautschou eingesetzt, als sie am 11. Januar aus Wilhelmshaven auslief. Nach einem Aufenthalt vom 2. bis 9. März in Tsingtau traf sie am 23. April mit den abgelösten Teilen der Garnison wieder in Wilhelmshaven ein.
Danach wurde sie vorrangig als Frachter nach Südamerika eingesetzt. 1914 befand sie sich bei Kriegsausbruch in Argentinien und wurde in Buenos Aires aufgelegt. Nach dem Erscheinen des deutschen Ostasiengeschwaders an der südamerikanischen Westküste wurde das Schiff für die weitere Versorgung des Kreuzergeschwaders mit Kohlen herangezogen und verlegte nach Montevideo. Zu einem Einsatz des Schiffes kam es jedoch nach dem Untergang des Geschwaders bei den Falklandinseln nicht mehr, und die Silvia verblieb in der Hauptstadt Uruguays.
Am 14. September 1917 wurde die Silvia dann in Uruguay beschlagnahmt und unter dem Namen Rivera in Fahrt gebracht. Wie andere in Uruguay beschlagnahmte Schiffe wurde sie 1918 wahrscheinlich dem amerikanischen Naval Overseas Transportation Service zur Verfügung gestellt. 1938 wurde das Schiff dann in Danzig abgewrackt.